# 今金駅

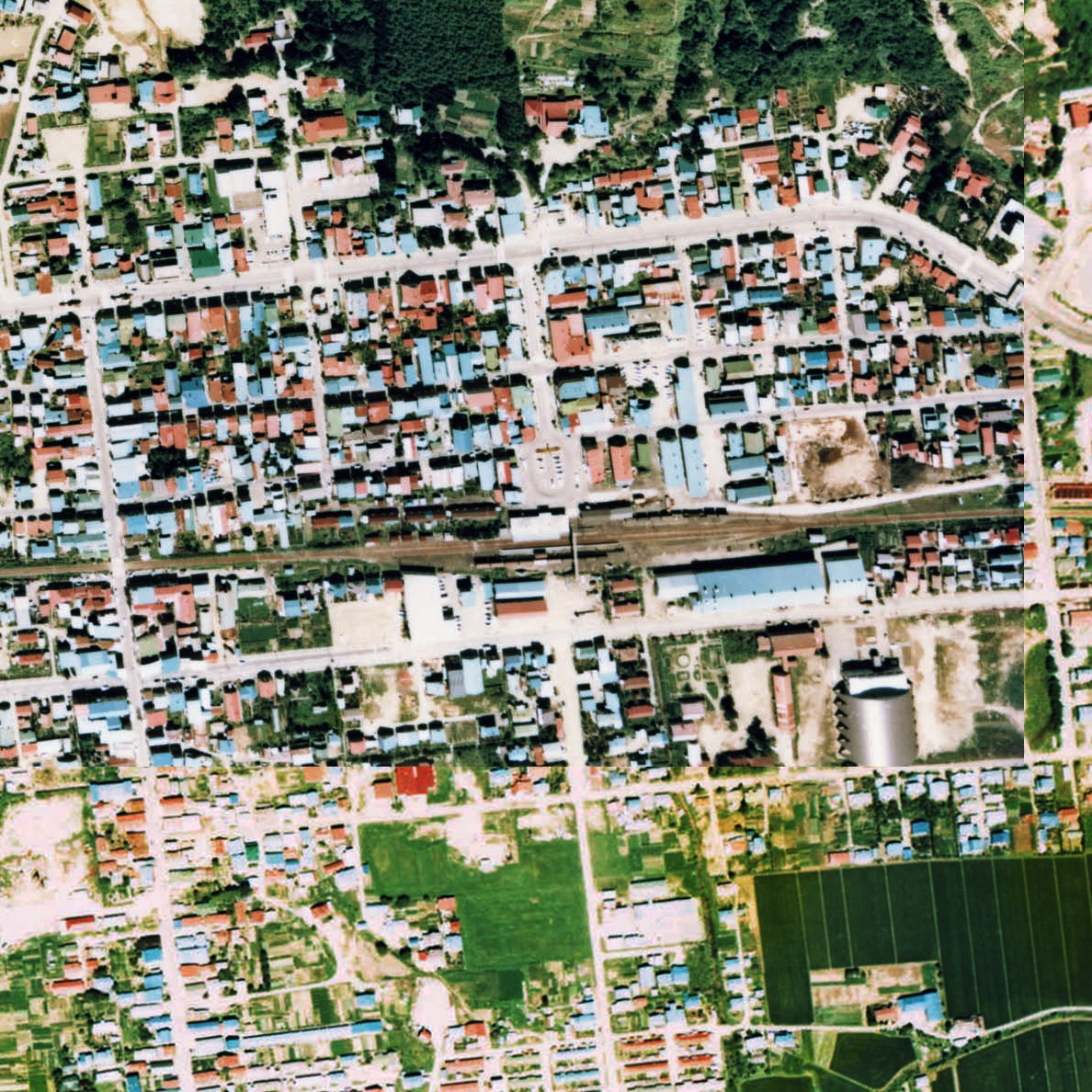
1976年の今金駅と周囲約750m範囲。左が瀬棚方面。

今金駅（いまがねえき）は、北海道瀬棚郡今金町字今金にかつて設置されていた、日本国有鉄道（国鉄）瀬棚線の駅（廃駅）である。電報略号はイマ。事務管理コードは▲141606。
1984年（昭和59年）まで運行されていた、急行「せたな」の停車駅であった。

## 歴史
- 1930年（昭和5年）10月30日 - 鉄道省瀬棚線花石駅 - 今金駅間開通に伴い開業（一般駅）[2][3]。
- 1932年（昭和7年）11月1日 - 当駅 - 瀬棚駅間延伸（全線開通）に伴い、中間駅となる[4]。
- 1967年（昭和42年）10月 - 駅舎改築[5]。
- 1983年（昭和58年）9月1日 - 貨物の取り扱いを廃止[6]。
- 1984年（昭和59年）2月1日 - 荷物の取り扱いを廃止[6]。
- 1987年（昭和62年）3月16日 - 瀬棚線の全線廃止に伴い、廃駅となる[6]。

### 駅名の由来
所在地名より。のちに町名となった。地名は初期の入植者今村藤次郎と金森石郎の名の頭文字を採って命名された。なお町名・地名は「いまかね」、駅名は「いまがね」と読みに相違がある。
「いま金になる」という駅名の縁起をかついで、1983年（昭和58年）頃には月間平均100枚以上の入場券が売れたという。

## 駅構造
廃止時点で、相対式ホーム2面2線を有する地上駅で、列車交換が可能な交換駅であった。互いのホームは、駅舎側ホーム西側と対向側ホーム西側を結んだ構内踏切で連絡していた。線路北側の駅舎側ホームが上り1番線、対向側ホームが下り2番線となっていた。そのほか対向側ホームの外側に副本線様の側線を1線有し（乗降不可）、この側線から国縫方に短い側線を1線分岐した。また、本線国縫方の1、2番線分岐部分手前から旧貨物側線を分岐した。
職員配置駅で、駅舎は構内の北側（瀬棚方面に向かって右側）に位置し、ホーム中央部に接していた。開業当初からの駅舎は1967年に改築され、鉄筋コンクリート平屋建ての、待合室や事務室が広くゆったりと取られ、売店も有した建物となっていた。ホームは他の瀬棚線内の駅に比し、比較的長い有効長であった。

## 利用状況
- 1981年度の1日乗降客数は610人[9]。

## 駅周辺
- 国道230号（国縫道路）
- 北海道道686号鈴岡今金停車場線
- せたな警察署今金交番
- 今金町役場
- 今金郵便局
- 北海道銀行今金支店
- 渡島信用金庫今金支店
- 今金町国保病院
- 八雲保健所今金支所
- 後志利別川
- 函館バス「今金」停留所

## 駅跡

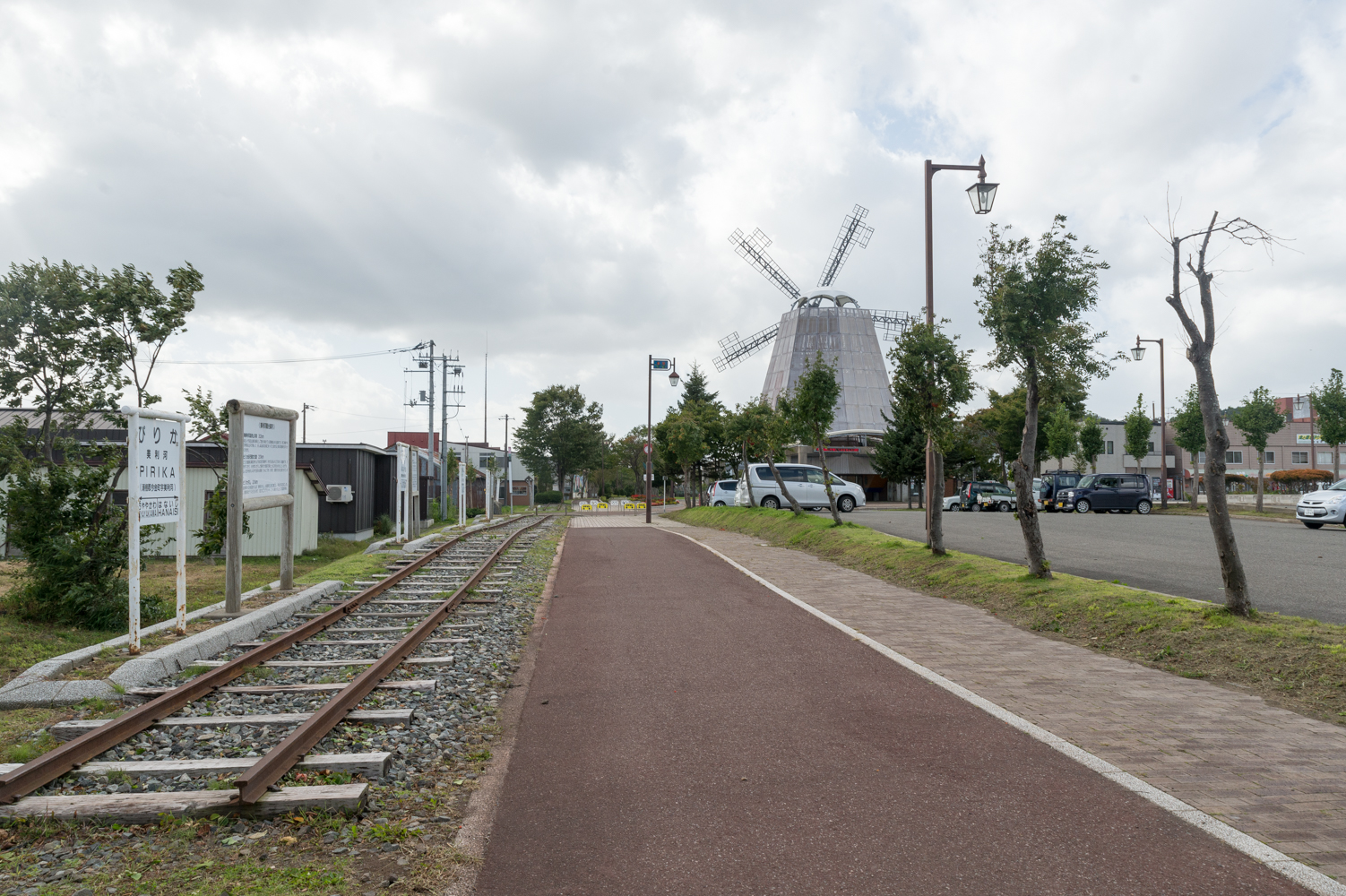
駅跡

2000年（平成12年）時点で駅舎跡に函館バスの待合所が建築され、旧構内に「デ・モーレン・いまかね」という名の風車型の建物が建っている。また、レールと今金町内に所在した6駅の駅名標（レプリカ）が設置されている。近辺の線路跡は、「オランダ通り」という遊歩道になっている。2010年（平成22年）時点、2011年（平成23年）時点でも同様であった。

## その他
当駅を発着駅とする区間列車が下り1本、上り3本設定されていた（1987年（昭和62年）廃止時点）。

## 隣の駅
日本国有鉄道
瀬棚線
種川駅 - 今金駅 - 神丘駅